# Ófelnémet Taciánusz
Az Ófelnémet Taciánusz egy középkori evangélium-szinopszis, amelyet 830-ban fordítottak latinról ófelnémetre a Fuldai kolostorban Hrabanus Maurus apát idejében és valószínűleg az ő felügyeletével. A szöveg a 10. században a Sankt Gallen-i kolostor könyvtárába került, és azóta is ott található. A fordítás az ófelnémet nyelv egyik legfontosabb dokumentuma, különösen értékes a gondos nyelvi kidolgozottsága miatt.

## A fordítás szövege
Az Ófelnémet Izidor mellett a Taciánusz a másik kiemelkedő fordítás Nagy Károly korából. 
A fordításnak csak egyetlen ismert példánya van (Cod. Sangall. 56), de az a feltételezés, hogy több is volt. Erre egy másik kézirat, az ún. Ófelnémet Párbeszédek" (Párizs, Bibl. Nat., Ms. Lat. 7461) lapszélen található utalásokból lehet következtetni, valamint egy másik középkori szövegből „De literis et lingua Getarum siue Gothorum“ (1597) címmel Bonaventura Vulcanius tollából. Ez a szöveg egy másolatra utal, amelynek részei ma Oxfordban, az ún. Bodleian-könyvtárban található (Ms. Jun. 13).

## Stílus
Az Ófelnémet Tatiánusz szinte teljes egészében szóról szóra lett lefordítva latinról, a szövegek két hasábban vannak elrendezve, baloldalt a latin eredeti, jobbra az ófelnémet nyelvű megfelelés, amely szolgaian követi az eredetit és csak helyenként és kezdetleges formában alkalmaz szabadabb fordítástechnikát. Az ófelnémet szöveg egyértelműen alá van rendelve a latinnak, erre utal a bekezdések elrendezése, valamint a latin szöveg kiemelése. A részletes elemzés összesen hat írnokot különböztet meg, akik a szöveg másolásával meg voltak bízva, kézírásuk minősége erősen különböző, de nagyrészt a fuldai kolostor írnoki stílusa érvényesül.

## Szövegrészlet
97. bekezdés 

Lukács 15, 11-31 :

| Latin Ait autem: homo quidam habuit duos filios. 12. Et dixit adolescentior ex illis patri: pater, da mihi portionem substantiae quae me contingit. Et divisit illis substantiam. 13. Et non post multos dies congregatis omnibus adolescentior filius peregre profectus est in regionem longinquam et ibi dissipavit substantiam suam vivendo luxuriose. | Ófelnémet Quad tho: sum man habata zuuene suni. Quad tho der iungoro fon then themo fater: fater, gib mir teil thero hehti thiu mir gibure. Her tho teilta thia héht. Nalles after manegen tagon gisamonoten allen ther iungoro sun elilentes fuor in uerra lantscaf inti dar ziuuarf sina héht lebento uirnlustigo. |

| 14. Et postquam omnia consummasset, facta est fames valida in regione illa, et ipse coepit egere. 15. Et abiit et adhaesit uni civium regionis illius, et misit illum in villam suam, ut pasceret porcos. 16. Et cupiebat implere ventrem suum de siliquis quas porci manducabant, et nemo illi dabat. | Inti after thiu her iz al uorlós, uuard hungar strengi in thero lantscefi; her bigonda tho armen. Inti gieng inti zuoclebeta einemo thero burgliuto thero lantscefi, inti santa inan in sin thorf, thaz her fuotriti suuin. Inti girdinota gifullen sina uuamba fon siliquis theo thiu suuin azzun, inti nioman imo ni gab. |

## A fordítás intenciója
1. A 8-9. századi bibliafordítások hátterében a Frank Birodalom többnyelvűsége állt. Nagy Károly néhány évtized leforgása alatt meghódította a még azidáig pogány szászokat, behódoltatta a bajorokat és legyőzte a langobárdokat is. Az új szász területeken szükségessé vált a missziós tevékenység fokozása. Másrészt Nagy Károly arra is figyelmet fordított, hogy a szászok és más német nyelvű népcsoportok joghagyományait és nyelvemlékeit is feljegyezzék (Ebből csak néhány töredék maradt meg). Ebben az összefüggésben áll a 789-re datálható Admonitio generalis, amely gyakorlatilag törvényileg elrendelte, hogy az ország minden lakásának ismerni kell a keresztény vallás alapjait ill. meg kell tanulni az alapvető imádságokat. Mivel jó latin ismeretekkel csak nagyon kevesen rendelkeztek, az egyetlen járható útnak a fordítás tűnt, bár valószínűleg eleve elég bátor lépés volt, hogy bármilyen barbár nyelv egyáltalán szóba kerülhetett.

## A mű jelentősége
Az Ófelnémet Tatiánusz Notker és Otfrids von Weißenburg fordításai mellett az egyik legjelentősebb ófelnémet szöveg. Első alkalommal jegyeztek fel egy összefüggő szöveget a német nyelv legkorábbi ismert formájában, amely betekintést enged a nyelv történelmi fejlődésébe és az ófelnémet szókincsébe. Ezenkívül a szöveg befolyásolta a későbbi fordítások nyelvezetét és témaválasztását.